# Frederick Koolhoven
Frederick (Frits) Koolhoven (11 de enero de 1886 - 1 de julio de 1946) fue un diseñador de aviones en Gran Bretaña y en su Holanda natal. 

## Semblanza
Koolhoven nació en Bloemendaal, Países Bajos. Después de formarse como ingeniero en Lieja y Amberes, trabajó desde 1907 como ingeniero mecánico para Minerva en Amberes, fabricante de automóviles belga con el que participó en distintas competiciones. Se interesó por la aviación, y en 1910 adquirió su propio avión Hanriot y participó en la construcción del primer avión holandés, el "Heidevogel".
A partir de 1912, ya en Inglaterra, diseñó numerosos aviones para British Deperdussin, luego a partir de 1914 para Armstrong Whitworth Aircraft, y después de 1917 como diseñador jefe de la Compañía Británica de Transporte Aéreo junto con el jefe de construcción, el también holandés Robert B.C. Noorduyn.
Regresó a los Países Bajos, pero allí el mercado estaba dominado por Fokker, por lo que volvió a su antiguo trabajo como ingeniero de automóviles para la fábrica de automóviles Spyker.
En 1921, un grupo de hombres de negocios fundó la Nationale Vliegtuig Industrie (NVI - "Industria Aeronáutica Nacional", Inc.) y lo contrató como su diseñador jefe. La empresa duró solo cuatro años. Al igual que con la Compañía Británica de Transporte Aéreo, en NVI produjo muchos diseños técnicamente avanzados que atrajeron la atención de todo el mundo, pero prácticamente ningún pedido.
Con la desaparición de NVI, Koolhoven convenció a varios accionistas de que la empresa aún habría sido viable si hubiera tenido el control total de las operaciones. Por lo tanto, cuando se disolvió NVI, sus activos fueron adquiridos por una nueva empresa: NV Koolhoven vliegtuigen ("Aviones Koolhoven, Incorporated"). 
La empresa, Koolhoven, se convirtió en la segunda empresa de fabricación de aviones en los Países Bajos después de Fokker, pero la fábrica de Waalhaven fue destruida por los bombardeos alemanes en la Blitzkrieg el 10 de mayo de 1940 al estallar la Segunda Guerra Mundial. Frederick Koolhoven estaba convencido de que el bombardeo estaba relacionado con su contribución como diseñador de aviones en Inglaterra durante la Primera Guerra Mundial. Por razones desconocidas (posiblemente para evitar la persecución por su trabajo en el Reino Unido durante la Primera Guerra Mundial, o por la venta ilegal de aviones a la República Española), se convirtió en un miembro inactivo del Movimiento Nacionalsocialista en los Países Bajos (NSB). Después de la guerra, la policía holandesa lo detuvo, pero fue liberado varios días después. Frederick Koolhoven murió de un derrame cerebral en Haarlem en 1946.